# Zoé Vergé-Dépré
Zoé Vergé-Dépré (* 23. Februar 1998 in Bern) ist eine Schweizer Beachvolleyballspielerin.

## Karriere
Zoé Vergé-Dépré stammt aus einer Volleyball-Familie und ist die jüngere Schwester der ebenfalls als Beachvolleyball-Profi aktiven Anouk Vergé-Dépré. Sie begann in der Halle bei Volley Köniz, bevor sie zum Beachvolleyball wechselte. 2015 gewann sie ihre ersten Medaillen bei Nachwuchswettbewerben in der Schweiz. 2016 erreichte sie mit Selina Marolf den neunten Platz bei der U22-Europameisterschaft in Antalya.
Seit 2017 bildete sie ein Duo mit Esmée Böbner. Böbner/Vergé-Dépré erzielten diverse Top-Ten-Ergebnisse bei der nationalen Coop Beachtour, darunter ein dritter Platz in Rorschach. Damit qualifizierten sie sich für die Schweizer Meisterschaft in Bern, wo sie auf den vierten Rang kamen. International wurden sie jeweils Neunte bei der U21-Weltmeisterschaft in Nanjing und der U20-Europameisterschaft in Vulcano. Das gleiche Ergebnis schaffte Vergé-Dépré mit Laura Caluori auch beim CEV-Satellite-Turnier in Vaduz. In der Heimat wurde sie als Youngster des Jahres ausgezeichnet.
2018 spielten Böbner/Vergé-Dépré einige kleinere Turniere auf der FIVB World Tour und wurden Neunte beim 1-Stern-Turnier in Anapa. Bei der Studierenden-Weltmeisterschaft in München belegten sie den vierten Platz. Anschliessend nahm Vergé-Dépré mit ihrer Schwester, deren Partnerin verletzt ausfiel, an der Europameisterschaft in den Niederlanden teil und kam bis in den Achtelfinal. Eine Woche später wurden Böbner/Vergé-Dépré bei der U22-EM in Jūrmala ebenfalls Neunte. Die jungen Schweizerinnen gewannen das 1-Stern-Turnier in Ljubljana und wurden bei den gleichrangigen Turnieren in Vaduz und Montpellier Vierte und Zweite. National waren sie ebenfalls erfolgreich. Sie erreichten den Final in Rorschach und unterlagen bei der Schweizer Meisterschaft auch erst im Endspiel gegen Betschart/Hüberli.
Auf der World Tour 2019 traten sie bei diversen Turnieren mit Kategorien bis zu vier Sternen und den Finals in Rom an, kamen aber meistens nicht über die Qualifikationsrunden hinaus und schafften keine Top-Ten-Ergebnisse. Bei der U22-Europameisterschaft in Antalya wurden sie Fünfte. Bei der Coop Beachtour 2019 gewannen sie das Turnier in Locarno und standen in Zürich im Final. Die Schweizer Meisterschaft endete für sie im Viertelfinal.
2020 hatten Böbner/Vergé-Dépré international nur das Turnier in Baden, wo sie den dreizehnten Platz belegten. Da die nationale Turnierserie in der Schweiz wegen der COVID-19-Pandemie abgesagt wurde, traten sie zu zwei Top-Teams-Turnieren der deutschen Comdirect Beach Tour 2020 an und wurden in Hamburg und Düsseldorf jeweils Fünfte. Anfang 2021 waren sie wieder in Deutschland aktiv. Bei der German Beach Trophy verpassten sie als Gruppenachte den Playoff-Viertelfinal. Im Februar vertraten sie an gleicher Stelle beim Nations Clash das tschechische Duo Hermannová/Sluková und belegten in einem tschechisch-schweizerischen Team mit Kubíčková/Kvapilová den letzten Rang. Bei den Vier-Sterne-Events in Doha und Cancun setzten sich die Schweizerinnen in der Qualifikation durch und wurden wie in Gstaad nach überstandener Poolrunde Siebzehnte. Bei der Europameisterschaft standen sie im Achtelfinale.
Auf der neugeschaffenen World Beach Pro Tour 2022 erreichten sie bei zwei Challenge-Turnieren die Runde der letzten acht. Bei der WM wurden sie Siebzehnte und bei der EM konnten sie ihr Vorjahresergebnis wiederholen. Bei ihrer dritten Elite16-Teilnahme in Hamburg schafften sie es zum ersten Mal in den Hauptwettkampf und beim nächsten gleichwertigen Wettkampf in der französischen Hauptstadt ins Viertelfinale. 2023 gelang ihnen beim Challenge in Itapema der Einzug in die Vorschlussrunde und in Jūrmala standen sie zum ersten Mal im Endspiel bei einem Turnier der Pro Tour. Die kontinentalen Meisterschaften beendeten sie auf dem geteilten fünften Platz, bei der WM war im Achtelfinale Endstation.
In der folgenden Saison gewannen Esmée und Zoé das Challenge in Guadalajara. Dies war ihr erster Pro-Tour-Sieg. Mindestens ebenso wertvoll war die Bronzemedaille beim Turnier in Brasília. Dies war nicht nur der erste Podiumsplatz bei einer Elite16-Veranstaltung, es war auch gleichzeitig die erste Halbfinalteilnahme der beiden bei den höchstklassigen Turnieren (Vier- und Fünf-Sterne, Elite16) der FIVB-Weltserie. Nach zwei Viertelfinalteilnahmen bei gleichwertigen Events in Gstaad und Wien setzten sich die Schweizerinnen bei den Olympischen Spielen ungeschlagen im starken Pool D durch, eliminierten danach die Chinesinnen Xue Chen / Xia Xinyi und wurden erst im Viertelfinale von Mariafe / Clancy gestoppt. Noch besser lief es für die Eidgenossinnen bei der anschließenden EM. Nach dem ungefährdeten Gruppensieg wurden nacheinander Schneider / Kozuch sowie Stam / Schoon bezwungen, ehe die Europameisterinnen sich als zu stark für das Duo erwiesen. Durch den Gewinn des kleinen Finales belohnten sich Esmée und Zoé mit der Bronzemedaille.
Am 23. August 2024 wurde bekannt, dass Böbner ihre Aktivkarriere zugunsten eines Studiums aufgibt, was das Ende des Duos Vergé-Dépré/Böbner bedeutete.
Im September 2024 wurde bekannt, dass Zoé Vergé-Dépré künftig mit ihrer Schwester Anouk zusammenspielen werde.